# Gala Cricket Club
Gala Cricket Club är en cricketklubb i staden Galashiels i Skottland i Storbritannien. Klubben startades 1853 och under de tidiga åren bestod klubbens spelare främst av arbetare.
Klubbens förstalag spelade i Border League, Border League Cup och SCU, andralaget i Border Reserve League. Klubben har också ungdomsverksamhet med lag i klasserna U-11, U-13, U-15 och U-17. Förstalaget har vunnit mästerskapet flera gånger. Klubben har haft sju landslagsspelare F. H. Hogarth, J. R. McDougall, A. M. Aikman, A. R. Simpson, W. Nichol,  R. J. Nichol and  D. Nichol och två B-landslagsspelare D.R. Nichol och D Ormiston.